# Estado Islâmico (Líbia)

Bandeira usada pela organização Estado Islâmico do Iraque e do Levante e seus grupos afiliados.

O Estado Islâmico é um dos ramos do Estado Islâmico na Líbia, uma organização terrorista islâmica de ideologia jihadista salafita originalmente formada no Iraque e na Síria.
O Estado Islâmico do Iraque e do Levante anunciou publicamente a sua presença na Líbia inicialmente em outubro de 2014, quando apareceram vídeos on-line mostrando um grande grupo de militantes na cidade de Derna prometendo sua fidelidade ao líder do Estado Islâmico, Abu Bakr al-Baghdadi. Pouco depois, Al-Baghdadi reconheceu o juramento de lealdade e anunciou a criação de três "províncias" na Líbia: Barca no leste, Fezã, no deserto ao sul, e Tripolitânia (ou Tarabulus) no oeste.

## Antecedentes
Na sequência da Guerra Civil Líbia de 2011, que resultou na deposição do coronel Muammar Gaddafi e seu governo, muitos combatentes rebeldes foram para a Síria para combater ao lado de grupos militantes que lutavam contra Bashar al-Assad e seus partidários na Guerra Civil Síria. Em 2012, um grupo de líbios que combatia na Síria declarou o estabelecimento da Brigada Battar. A Brigada Battar mais tarde iria prometer lealdade ao Estado Islâmico, e lutaria para ele, tanto a Síria como no Iraque.
Na primavera de 2014, até 300 veteranos da Brigada Battar retornaram à Líbia. Em Derna, eles formaram uma nova facção chamada Conselho Shura da Juventude Islâmica, que começou a recrutar militantes de outros grupos locais. Entre os afiliados estavam muitos membros do ramo do Ansar al-Sharia de Derna. Durante os próximos meses, eles declararam guerra a qualquer um em Derna que se opusesse a eles; assassinando juízes, líderes cívicos e outros opositores, incluindo militantes locais que rejeitavam a sua autoridade, como a Brigada dos Mártires de Abu Salim aliada da al-Qaeda.
Em setembro de 2014, uma delegação do Estado Islâmico que havia sido despachada pela liderança do grupo chegou na Líbia. Os representantes incluíam Abu Nabil al Anbari, um assessor de al-Baghdadi e veterano do conflito no Iraque, o saudita Abu Habib al-Jazrawi, e o iemenita  ou saudita  Abu al-Baraa el-Azdi, um militante e pregador da Síria. Em 5 de outubro de 2014, as facções militantes alinhadas ao Conselho Shura da Juventude Islâmica reuniram-se e juraram fidelidade ao Estado Islâmico. Após a cerimônia, mais de 60 picapes cheias de combatentes cruzaram  por toda a cidade em uma parada da vitória. Uma segunda reunião mais formal envolvendo um conjunto maior de facções ocorreu em 30 de outubro de 2014, onde os militantes se reuniram para jurar lealdade para Abu Bakr al-Baghdadi na praça da cidade.
Em 13 de novembro de 2014, al-Baghdadi divulgou uma gravação de áudio em que ele aceitava as promessas de fidelidade de apoiantes em cinco países, incluindo a Líbia, e anunciava a expansão de seu grupo para esses territórios. Ele prosseguiu anunciando a criação de três "províncias" (Wilāyat) na Líbia: Barca (Cirenaica) no leste, Fezã no sul, e Tripolitânia a oeste.

## Ataques e expansão em toda a Líbia
O Estado Islâmico alega que tem filiais em Baida, Bengasi, Sirte, Homs, e na capital líbia Trípoli. O ramo de Barca do Estado Islâmico possui cerca de 800 combatentes e tem meia dúzia de campos na periferia de Derna. Possui também instalações maiores na área de Jabal Acdar, onde os combatentes de outros países do Norte de África estão sendo treinados.
Em dezembro de 2014, os recrutadores do Estado Islâmico na Turquia disseram a seus associados líbios para parar de enviar combatentes para a Síria e para se concentrarem em ataques internos em vez disso, de acordo com o Wall Street Journal. Nas semanas seguintes, militantes líbios que prometeram lealdade ao Estado Islâmico tornaram-se cada vez mais agressivos, levando a cabo ataques contra instalações de petróleo e hotéis internacionais, realizando execuções em massa e tentando assumir um controle ainda maior do território líbio. As alianças também foram feitas com grupos vinculados a al-Qaeda que não prometeram formalmente a fidelidade, tal como o ramo da Ansar al-Sharia de Bengasi, membros da Ansar al-Sharia da Tunísia e da Brigada Tarek Ibn Ziyad da Al Qaida no Magreb Islâmico. Em 30 de março de 2015, o general e jurista da sharia da Ansar al-Sharia, Abu Abdullah al-Libi, jurou fidelidade ao Estado Islâmico, diversos membros do grupos desertaram com ele.

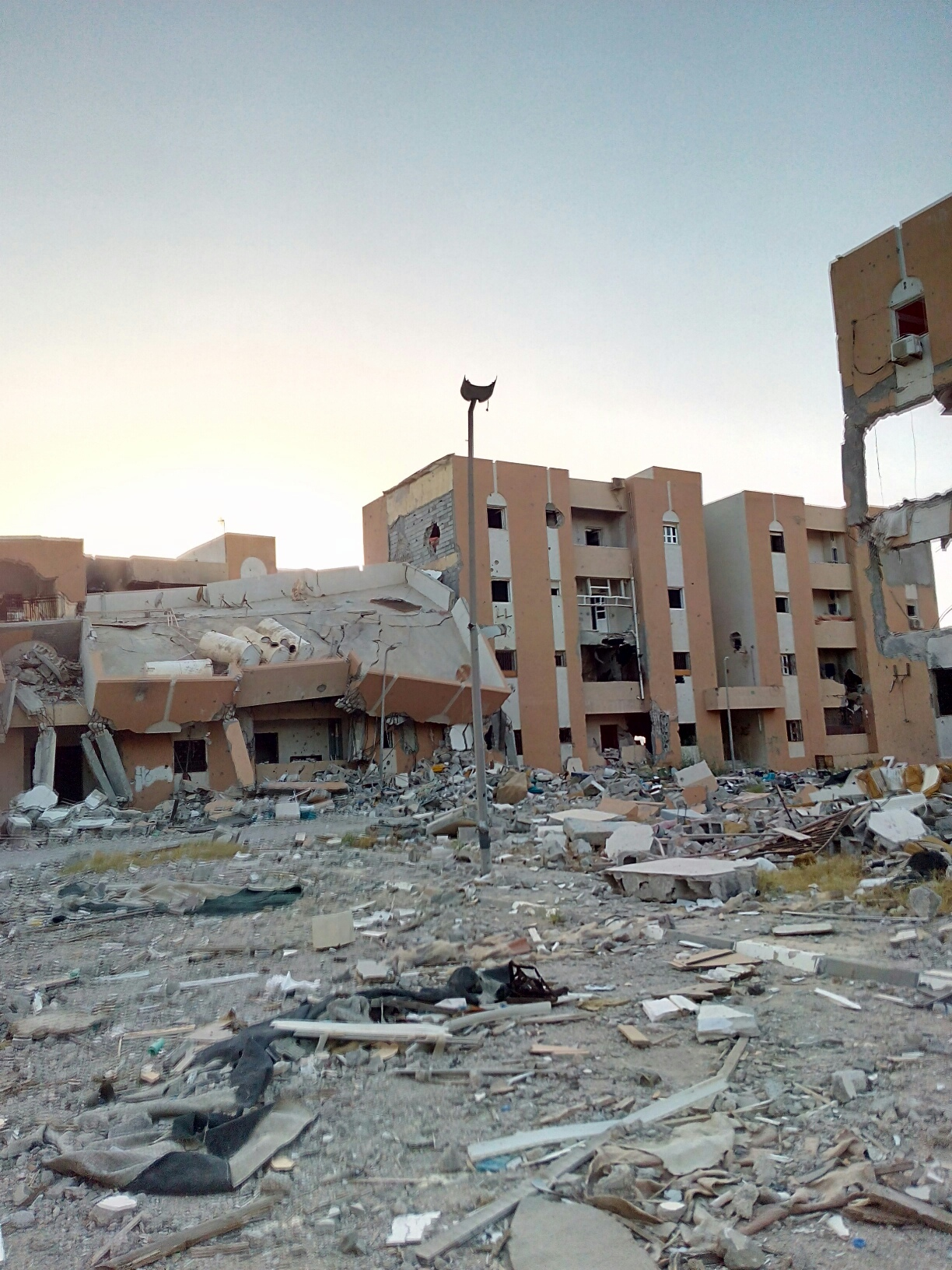
Sirte (2017)

A cidade de Sirte, que tinha sido leal a Muammar Gaddafi e sofrido enormes prejuízos após a conclusão da guerra civil de 2011, tornou-se o lar de grupos islâmicos militantes como a ala local da Ansar al-Sharia. Após a declaração de um califado  pelo Estado Islâmico em 2014, um pequeno número de estrangeiros começou a chegar na cidade. Eles anunciaram formalmente a sua presença no início de 2015, dirigindo um desfile de veículos pela cidade e declarando Sirte parte de seu califado. A Ansar al-Sharia dividiu-se em uma disputa sobre sobre como reagir, uma vez que a maioria de seus membros aderiram ao Estado Islâmico. O grupo supostamente recrutou muitos moradores, antigos apoiantes de Gaddafi alienados da ordem política pós-guerra na Líbia, após "se arrependerem" e jurarem fidelidade à Al-Baghdadi. Eles rapidamente conseguiriam assumir grande parte do leste da cidade.
Em fevereiro de 2015, o Estado Islâmico assumiu a cidade vizinha de Naufaliya. Um comboio de 40 veículos fortemente armados chegaram de Sirte e ordenaram que os moradores de Naufaliya se "arrependessem" e jurassem lealdade a Abu Bakr al-Baghdadi. Os combatentes nomearam Ali Al-Qarqaa como emir da cidade. Naufaliya seria brevemente retomada pelas forças do Novo Congresso Geral Nacional em 19 de março de 2015, mas as forças do Estado Islâmico recuperariam depois de dias de confrontos. Em maio de 2015, as forças do Estado Islâmico em Sirte partiram para a ofensiva, assumindo o controle da Base Aérea de Ghardabiya e pontos de infra-estrutura, como usinas de energia e parte do projeto de irrigação do Grande Rio Artificial. Em junho de 2015, as forças do Estado Islâmico assumiram o controle da cidade de Harawa, 46 km a leste de Sirte. Sofreriam um significativo revés no mesmo mês em Derna, já que violentos confrontos com o rival Conselho da Shura dos Mujahidins em Derna levariam as forças do Estado Islâmico a serem expulsas de seus redutos na cidade em julho.
No mês seguinte, houve uma revolta contra o domínio do Estado Islâmico em Sirte, com membros da tribo Ferjani, salafitas e os antigos membros das forças de segurança se reunindo em um bairro de Sirte e atacando as forças do Estado Islâmico. O Estado Islâmico trouxe reforços de fora de Sirte e a revolta foi rapidamente derrotada, com relatos da imprensa alegando que dezenas a centenas de moradores de Sirte foram mortos após os combates. Com o Estado Islâmico perdendo o controle em Derna, passaram a aumentar os esforços para solidificar seu domínio em Sirte, ampliando seus esforços de construção estatal na cidade e usá-la como uma base para expandir seus territórios.
Em 28 de janeiro de 2016, o vice-almirante Clive Johnstone, comandante do Comando Marítimo Aliado da OTAN, advertiu que os militantes do Estado Islâmico esperavam construir um braço marítimo que poderia realizar ataques no Mar Mediterrâneo contra navios turísticos e de transferência.
Em 20 de fevereiro de 2016, caças estadunidenses atacaram um campo de treinamento do Estado Islâmico perto de Sabrata, onde combatentes estrangeiros estavam baseados. O ataque aéreo matou o tunisiano Noureddine Chouchane, um jihadista que estaria ligado ao atentado de Sousse. Fontes locais afirmaram que 49 pessoas foram mortas e seis feridas. De acordo com o ministro das Relações Exteriores da Sérvia, entre os mortos estariam dois sérvios que tinham sido sequestrados pelo Estado Islâmico no final de 2015.